# Gastransportleitung Augusta
Die Gastransportleitung Augusta ist eine im Bau befindliche Pipeline in Schwaben. 

## Geschichte und Beschreibung
Die bayernets GmbH plant, zwischen Kötz im Landkreis Günzburg und Wertingen im Landkreis Dillingen an der Donau eine etwa 40,5 Kilometer lange Gastransportleitung namens AUGUSTA zu bauen. Der Bedarf der Leitung wurde erstmals im Netzentwicklungsplan 2016 genannt. Die Gastransportleitung AUGUSTA wird an der Verdichterstation in Wertingen und an der Endstation, dem Netzknoten Kötz, an das bestehende Gastransportsystem der bayernets angeschlossen. Der Verlauf der Gasleitung orientiert sich an der schon bestehenden Gasleitung Senden-Vohburg. Notwendig ist dieses Vorhaben gemäß dem Netzentwicklungsplan Gas zum bedarfsgerechten Netzausbau um die bestehende und zukünftige Energienachfrage zu decken. Die Gesamtkosten werden sich auf ca. 180 Millionen Euro belaufen. Am 24. Juli 2023 wurde das Planfeststellungsverfahren eröffnet.
Die Regierung von Schwaben hat im Dezember 2024 eine vorzeitige Genehmigung für Maßnahmen die für den Bau erforderlich sind erlassen. Dies betrifft Rodungsarbeiten, Leitungsbau und das Errichten von Rohrlagerplätzen.
Mit Stand von Dezember 2024 ist eine Inbetriebnahme im 4. Quartal 2025 vorgesehen.

## Verlauf
Starten wird die Gastransportleitung in Wertingen und verläuft dann in Richtung Westen nach Hettlingen, wo sie die Zusam unterquert und weiter nach Zusamaltheim führt. Danach schwenkt sie nach Süd-Westen vorbei an Holzheim, Glött und Dürrlauingen. Im Mindeltal unterquert die Pipeline zuerst die Bahnstrecke Augsburg–Ulm und dann die Mindel, verläuft nördlich von Burgau und unterquert die Kammel. Sie verläuft weiter an Kleinanhausen vorbei und unterquert die Bundesautobahn 8 in Richtung Limbach. Danach geht der Verlauf an Ebersbach und Kleinkötz vorbei und endet am Netzknoten in Großkötz.

## Technik
Der Arbeitsstreifen während des Baues beträgt im freien Gelände 31 m und 23 m im Forst. Bei Fertigstellung wird ein 5 m Schutzstreifen je Seite ausgewiesen. Die Mindestüberdeckung wird 1 m betragen. Der Nenndurchmesser beträgt 700 mm und die Rohre werden aus Stahl gefertigt.